# Finike
Finike là một huyện thuộc tỉnh Antalya, Thổ Nhĩ Kỳ. Huyện có diện tích 653 km² và dân số thời điểm năm 2007 là 45296 người, mật độ 69 người/km².